# Насекин, Александр Семёнович

## Биография
Родился в Горьковской области (ныне Нижегородской).
В 1976 году семья Насекиных переехала в город Чебоксары. После окончания школы поступил на художественно-графический факультет Чувашского Государственного Педагогического Института, но в силу физического состояния учиться не смог.
В 1988 году впервые принял участие в осенней выставке Союза художников Чувашии.
В 1992 году состоялась первая персональная выставка в Чувашском государственном художественном музее. После которой сразу же последовала череда персональных выставок в Москве, в Веймаре (Германия) и других городах.
В 1993 году Александр Насекин стал членом Союза художников России.
В 1998 году присвоено почетное звание заслуженного художника Чувашии.
С 1993 года и по сей день картины Александра Насекина выставлялись практически во всех европейских странах: Германии, Англии, Бельгии, Голландии, Франции…
Перечень тем очень разнообразен. Это и Библейские мотивы, и мифология, и собственный философский символизм, и многие другие темы… Но, любая картина очень самобытна и узнаваема по оригинальному стилю художника.
Картины мастера находятся в музеях и частных коллекциях мира.

## Карьера
1995—1998 — организовал собственное рекламное агентство ООО «Город», генеральный директор; 1998 — открыл школу иностранных языков «Анкор» (семейный бизнес), которая сегодня благодаря супруге является одной из ведущих школ иностранных языков в республике.
Участник международных творческих фестивалей, многочисленных коллективных выставок и вернисажей.

## Особые достижения
Заслуженный художник Чувашии.
2011 г. графические листы Александра Насекина получили Гран-при на Международном творческом форуме «Russian Art Week»,
в
2014 г. Насекин А. С. удостоен медали «Талант и призвание» Всемирного альянса «Миротворец» на ежегодной выставке «Арт-салон Москва» в Центральном доме художника.

## Опубликованные труды
Автор более 300 работ.
Основные произведения:

#### «Касание состояния» (2012);
1992 — альбом графики Александр Насекин
2010 — Альбом «Интимное» совместно с писателем В. В. Петровским. В книгу вошли 33 работы А. Насекина и 33 рассказа В. Петровского.
2022 — Книга-альбом «Насекин Nasekin» живопись и графика

## Награды
Стипендиат Президента Чувашской Республики, почетная грамота Союза художников России; 
Золотая медаль «Талант и призвание» международного фонда музея «Миротворец»  
Золотая медаль Союза художников России

## Увлечения
Цифровая фотография, компьютерная графика, чтение. Иностранные языки — английский.

## Статьи в СМИ
ХУДОЖНИКУ ВРУЧИЛИ В МОСКВЕ НАГРАДУ «ТАЛАНТ И ПРИЗВАНИЕ»
Герои нашего времени — Чувашия XXI век